# Club Deportivo Extremadura
El Club Deportivo Extremadura, S. A. D. es un club de fútbol español fundado en 2022 con sede en Almendralejo, Badajoz, Extremadura. Actualmente juega en la Segunda Federación.

## Historia

### Fundación y primeros años
Fue fundado el 9 de junio de 2022 por Daniel Tafur bajo el nombre de Club Deportivo Extremadura 1924 tras la desaparición del Extremadura U. D. y del C. F. Extremadura.
En un principio el presidente del club intentó comprar la plaza del desaparecido Extremadura en Segunda División RFEF, pero al no conseguir dicho objetivo, el conjunto extremeño tuvo que empezar desde la última categoría del fútbol español en Extremadura. Por ello el 18 de septiembre de 2022, debutó en el grupo V de la Segunda División Extremeña frente al E. M. D. Aceuchal "B" logrando la victoria el equipo de Almendralejo por 0 goles a 4. El 26 de febrero de 2023 el C. D. Extremadura se proclamó campeón de su grupo a falta de cuatro jornadas clasificándose para la promoción de ascenso a Primera División Extremeña. El primer rival en la fase de ascenso fue el C. F. Piornal al que vencieron por 0—3 en la ida y 7—0 en la vuelta logrando el pase a la siguiente ronda. La A. D. Hispanolusa fue el próximo rival al que lograron superar con un 0—4 en la ida disputada en el Nuevo Vivero y otro 4—0 en la vuelta en casa logrando así el ascenso a Primera División Extremeña.
El equipo debuta en la Primera División Extremeña el 17 de septiembre de 2023 ante el S. C. La Garrovilla, en un encuentro que finaliza con empate a uno. La primera victoria llegó en la segunda jornada tras vencer en casa a la S. P. Ribereña por 4 a 0.
El 22 de enero de 2024 el equipo anuncia su conversión en sociedad anónima deportiva, siendo su mayor accionista Daniel Tafur, y un mes más tarde se cambia el nombre del club, pasando a denominarse Club Deportivo Extremadura, S. A. D.
En lo deportivo el equipo siguió cosechando buenos resultados a lo largo de la temporada, consiguiendo el 24 de marzo tras vencer por 4-2 al C. P. Gran Maestre proclamarse campeón de liga a falta de tres jornadas para la finalización de la competición, logrando además la clasificación para la ronda de campeones de la fase de ascenso a Tercera Federación.Una vez finalizada la fase regular, comenzó la ronda de campeones, donde el Extremadura se enfrentó al C. P. Chinato. En la ida, el equipo de Cidoncha logró vencer por 0-1, mientras que en la vuelta el partido finalizó en empate a dos, lo que permitió al equipo almendralejense conseguir el ascenso a Tercera Federación.

### Llegada a las categorías nacionales
La temporada 2024-25 comienza con el equipo participando en la fase autonómica de la Copa Federación, donde vencen los azulgranas tras imponerse por 1-2 al C. D. Castuera en la final, logrando la clasificación para la fase final de la Copa Federación 2024. Más tarde los de Cidoncha debutan en Tercera Federación el 8 de septiembre, ante la U. D. Montijo, en un partido que gana el Extremadura por 3-0. En la Copa Federación el equipo logra alcanzar las semifinales, por lo que se clasifica por primera vez en su historia para la primera ronda de la Copa del Rey. En dicha ronda el conjunto extremeño recibe en su estadio al Girona F. C., ganando el equipo catalán por 0 a 4. Días más tarde y con el equipo ocupando la sexta posición en liga, José María Cidoncha es cesado como técnico. El 13 de noviembre de 2024, el equipo afronta la primera final de su historia en una competición nacional, tras conseguir acceder a la final de la Copa Federación. El encuentro disputado en Almendralejo contra la S. D. Compostela, terminó con una victoria del equipo extremeño por 2-1.
En liga, el equipo con Cisqui en el banquillo y tras varios refuerzos en el mercado invernal, comienza a remontar en la clasificación y logra alcanzar el primer puesto. El 27 de abril de 2025, tras vencer por 3-1 al C. D. Diocesano, se asegura matemáticamente esta primera posición y por ende consigue el ascenso directo a Segunda Federación.

## Símbolos

### Escudo
El escudo fue presentado el día de la fundación del club en 2022. Consta de una circunferencia roja dentro de la cual aparece una nueva circunferencia azul, esta última más gruesa que la anterior. Sobre ella se lee la leyenda "Extremadura Club Deportivo". En el centro, un círculo azul partido en dos mitades bien diferenciadas: a la izquierda, un isotipo de la torre de la Iglesia de Nuestra Señora de la Purificación de Almendralejo, en blanco sobre fondo azul; a la derecha, un estampado de rayas verticales azules y rojas, representando los característicos colores azulgranas.

### Himno
El himno oficial del C. D. Extremadura fue presentado el 23 de abril de 2024, correspondiendo con el 100 aniversario de la fundación del C. F. Extremadura. La letra y la música fue compuesta por el artista andaluz Juan Antonio Saavedra Rodríguez.

## Uniforme
- Uniforme titular: Camiseta de rayas azulgranas, pantalón azul y medias azules.
- Uniforme suplente: Camiseta blanca con unas líneas azulgranas a la derecha, pantalón blanco y medias blancas.
- Uniforme alternativo: Camiseta negra con detalles azulgranas, pantalón negro y medias negras.

| 2022–24 | 2024–25 | 2025- |

### Patrocinio
| Período | Proveedor | Patrocinador               |
| ------- | --------- | -------------------------- |
| 2022–23 | Kappa     | N/A                        |
| 2023–24 | Kappa     | Maven                      |
| 2024–25 | Kappa     | Omoda                      |
| 2025-26 | Macron    | Maven Junta de Extremadura |

## Instalaciones

### Estadio
Inaugurado el 9 de septiembre de 1996, con capacidad para 11 580 personas, es el tercer estadio más grande construido en Extremadura. El primer partido disputado en este recinto enfrentó al Club de Fútbol Extremadura y al Real Betis en un partido correspondiente a la segunda jornada de la Primera División.

### Ciudad deportiva
El equipo cuenta con una ciudad deportiva propiedad del Ayuntamiento de Almendralejo, dispone de dos campos de fútbol 11 de césped natural y con un vestuario.

## Organigrama

### Entrenadores
| Entrenador    | Período   |
| ------------- | --------- |
| José Cidoncha | 2022-2024 |
| Cisqui        | 2024-     |

## Trayectoria
| Temporada | Cat. | División       | Puesto  | Copa del Rey      | Extra             | Extra             |
| --------- | ---- | -------------- | ------- | ----------------- | ----------------- | ----------------- |
| 2022-23   | VII  | 2.ª Extremeña  | Campeón | Sin Participación | Sin Participación | Sin Participación |
| 2023-24   | VI   | 1.ª Extremeña  | Campeón | Sin Participación | Copa Extremadura  | 1.ª Ronda         |
| 2024-25   | V    | 3.ª Federación | Campeón | 1.ª Ronda         | Copa Federación   | Campeón           |

## Palmarés

### Campeonatos Nacionales
| Competición nacional     | Títulos            | Subcampeonatos |
| ------------------------ | ------------------ | -------------- |
| Tercera Federación (1/0) | 2024-25 (Gr. XIV). |                |
| Copa Federación (1/0)    | 2024-25.           |                |

### Campeonatos Regionales
| Competición regional             | Títulos | Subcampeonatos |
| -------------------------------- | ------- | -------------- |
| Fase autonómica Copa RFEF (1/0)  | 2024-25 |                |
| Primera División Extremeña (1/0) | 2023-24 |                |
| Segunda División Extremeña (1/0) | 2022-23 |                |

### Trofeos amistosos
- Trofeo Almendralejo Ciudad de la Cordialidad (1): 2023
- Trofeo "Ciudad del Corcho" de San Vicente de Alcántara (1): 2023